# Élections législatives de 1986 dans la Seine-Maritime
Les élections législatives françaises de 1986 ont lieu le 16 mars 1986. Dans le département de la Seine-Maritime, douze députés sont à élire dans le cadre d'un scrutin proportionnel par liste départementale à un seul tour.

## Élus
| Député élu         |  | Parti     |
| ------------------ |  | --------- |
| Jean Lecanuet      |  | UDF (CDS) |
| Georges Delatre    |  | RPR       |
| Charles Revet      |  | UDF (PR)  |
| Antoine Rufenacht  |  | RPR       |
| Jean Allard        |  | UDF (CDS) |
| Laurent Fabius     |  | PS        |
| Jean Beaufils      |  | PS        |
| Joseph Menga       |  | PS        |
| Paul Dhaille       |  | PS        |
| Pierre Bourguignon |  | PS        |
| Roland Leroy       |  | PCF       |
| Dominique Chaboche |  | FN        |

Jean Lecanuet, qui choisit de retourner au Sénat, est remplacé à partir du 2 octobre 1986 par Roger Fossé.

## Listes en présence

### Extrême gauche (LO)
| N° | Candidats           | Parti | Parti | Principales fonctions   |
| -- | ------------------- | ----- | ----- | ----------------------- |
| 01 | Gisèle Lapeyre      |       | LO    | Laborantine             |
| 02 | Juan Heredias       |       | LO    | Ouvrier                 |
| 03 | Philippe Biville    |       | LO    | Dessinateur industriel  |
| 04 | Michèle Petiteville |       | LO    | Agent hospitalier       |
| 05 | Jean-Marc Varin     |       | LO    | Analyste-programmeur    |
| 06 | Michel Vépierre     |       | LO    | Ouvrier                 |
| 07 | Véronique Bréant    |       | LO    | Aide-soignante          |
| 08 | Charles Soubeyran   |       | LO    | Employé administratif   |
| 09 | Jean-Pierre Paris   |       | LO    | Electricien             |
| 10 | Francine Conche     |       | LO    | Employée administrative |
| 11 | Jean-Luc Robin      |       | LO    | Employé SNCF            |
| 12 | Christine Gauchet   |       | LO    | Diététicienne           |
|    |                     |       |       |                         |
| 13 | Patrice Goujon      |       | LO    | Professeur              |
| 14 | Sylvie Colboc       |       | LO    | Employée administrative |

### Extrême gauche (MPPT)
| N° | Candidats          | Parti | Parti | Principales fonctions                           |
| -- | ------------------ | ----- | ----- | ----------------------------------------------- |
| 01 | Gabriel Calippe    |       | MPPT  | Employé SNCF                                    |
| 02 | Alain Guillemet    |       | MPPT  | Enseignant                                      |
| 03 | Bruno Ricque       |       | MPPT  | Infirmier                                       |
| 04 | Lucienne Mercier   |       | MPPT  | Femme au foyer                                  |
| 05 | Pierrick Lemieux   |       | MPPT  | Conducteur d'appareil dans l'industrie chimique |
| 06 | Claude Delamare    |       | MPPT  | Employé municipal                               |
| 07 | Jean-Marie Foubert |       | MPPT  | Éducateur                                       |
| 08 | Geneviève Samsoën  |       | MPPT  | Psychologue                                     |
| 09 | Hervé Brissard     |       | MPPT  | Mécanicien conducteur                           |
| 10 | Josiane Le Morvan  |       | MPPT  | Secrétaire                                      |
| 11 | Philippe Poulain   |       | MPPT  | Artiste peintre                                 |
| 12 | Bernard Hébert     |       | MPPT  | Moniteur d'éducation physique                   |
|    |                    |       |       |                                                 |
| 13 | Annie Desjardins   |       | MPPT  | Enseignante                                     |
| 14 | Patrick Réal       |       | MPPT  | Instituteur                                     |

### Extrême gauche (LCR)
| N° | Candidats             | Parti | Parti | Principales fonctions                              |
| -- | --------------------- | ----- | ----- | -------------------------------------------------- |
| 01 | Michèle Ernis         |       | LCR   | Conseillère municipale de Saint-Étienne-du-Rouvray |
| 02 | René Cottrez          |       | LCR   | Ouvrier Renault                                    |
| 03 | Gilles Houdouin       |       | LCR   | Ouvrier Cofaz                                      |
| 04 | Suzanne Fleixas       |       | LCR   | Enseignante                                        |
| 05 | Jean-Claude Laumonier |       | LCR   | Infirmier                                          |
| 06 | Pierre Louvard        |       | LCR   | Cheminot                                           |
| 07 | Régis Louail          |       | LCR   | Ouvrier Renault                                    |
| 08 | Marc Robert           |       | LCR   | Postier                                            |
| 09 | Catherine Saillard    |       | LCR   | Employée                                           |
| 10 | Jacques Boudeville    |       | LCR   | Retraité SNCF                                      |
| 11 | Marie-Hélène Alliard  |       | LCR   | Institutrice                                       |
| 12 | Jean Lallemand        |       | LCR   | Infirmier                                          |
|    |                       |       |       |                                                    |
| 13 | Gérard Quillaud       |       | LCR   | Technicien chimiste                                |
| 14 | Alain Montaufray      |       | LCR   | Conseiller d'orientation                           |

### Parti communiste français
| N° | Candidats                   | Parti | Parti | Principales fonctions                                                                                      |
| -- | --------------------------- | ----- | ----- | --- |
| 01 | Roland Leroy                |       | PCF   | Ancien député, employé SNCF                                                                                |
| 02 | André Duroméa               |       | PCF   | Député sortant et maire du Havre, conseiller régional, retraité                                            |
| 03 | Irénée Bourgois             |       | PCF   | Conseiller général du canton de Dieppe-Ouest et maire de Dieppe, ancien député, professeur                 |
| 04 | Thierry Foucaud             |       | PCF   | Technicien, maire d'Oissel                                                                                 |
| 05 | Serge Laloyer               |       | PCF   | Ouvrier métallurgiste, conseiller municipal de Canteleu                                                    |
| 06 | Yvette Genestal du Chaumeil |       | PCF   | Professeur                                                                                                 |
| 07 | Raymond Lecacheur           |       | PCF   | Ouvrier métallurgiste, adjoint au maire de Montivilliers                                                   |
| 08 | Jean Garraud                |       | PCF   | Professeur, maire du Tréport                                                                               |
| 09 | Philippe Courseaux          |       | PCF   | Employé municipal, adjoint au maire de Bolbec                                                              |
| 10 | Mireille Garcia             |       | PCF   | Agent de l'Education nationale, conseillère générale du canton du Havre-8, conseillère municipale du Havre |
| 11 | Didier Cahard               |       | PCF   | Ouvrier RNUR                                                                                               |
| 12 | Claude Jégaden              |       | PCF   | Officier de la marine marchande, conseiller municipal du Havre                                             |
|    |                             |       |       | |
| 13 | Janine Menet                |       | PCF   | Professeur                                                                                                 |
| 14 | Didier Chartier             |       | PCF   | Employé EDF, conseiller municipal de Rouen                                                                 |

### Majorité présidentielle (PS-MRG-AÉ)
| N° | Candidats          | Parti | Parti | Principales fonctions |
| -- | ------------------ | ----- | ----- | --- |
| 01 | Laurent Fabius     |       | PS    | Premier ministre et adjoint au maire du Grand-Quevilly, Maitre des Requêtes au Conseil d'État, conseiller régional          |
| 02 | Jean Beaufils      |       | PS    | Député sortant et adjoint au maire de Dieppe, conseiller régional, professeur                                               |
| 03 | Joseph Menga       |       | PS    | Député sortant et adjoint au maire du Havre, éducateur (Education surveillée), conseiller régional                          |
| 04 | Paul Dhaille       |       | PS    | Député sortant, conseiller général du canton de Lillebonne et maire de Lillebonne, conseiller régional, professeur          |
| 05 | Pierre Bourguignon |       | PS    | Député sortant et conseiller municipal de Sotteville-lès-Rouen, conseiller régional, urbaniste                              |
| 06 | Michel Bérégovoy   |       | PS    | Député sortant et conseiller municipal de Rouen, inspecteur de la SNCF, conseiller régional                                 |
| 07 | Jean-Claude Bateux |       | PS    | Député sortant, conseiller général du canton de Pavilly et conseiller municipal de Pavilly, conseiller régional, professeur |
| 08 | Pierre Bobée       |       | MRG   | Conseiller général du canton d'Yvetot et maire d'Yvetot, médecin                                                            |
| 09 | Nicole Soyé        |       | PS    | Conseillère municipale du Havre, professeur                                                                                 |
| 10 | Michel Vallery     |       | PS    | Conseiller général du canton de Montivilliers et maire de Montivilliers, retraité                                           |
| 11 | Françoise Siard    |       | PS    | Conseillère municipale de Rouen, fonctionnaire                                                                              |
| 12 | Pierre Roussel     |       | PS    | Conseiller général du canton de Bolbec et adjoint au maire de Bolbec, professeur                                            |
|    |                    |       |       | |
| 13 | Jean-Marie Leduc   |       | PS    | Conseiller municipal de Tôtes, fonctionnaire Ministère de l'Agriculture                                                     |
| 14 | Andrée Renoir      |       | PS    | Conseillère municipale d'Yvetot, infirmière                                                                                 |

### Les Verts
| N° | Candidats          | Parti | Parti | Principales fonctions             |
| -- | ------------------ | ----- | ----- | --------------------------------- |
| 01 | Philippe Gras      |       | LV    | Retraité, maire de Freulleville   |
| 02 | Philippe Vue       |       | LV    | Entrepreneur de bâtiment          |
| 03 | Odile Beaufils     |       | LV    | Infirmière                        |
| 04 | Michel Kot         |       | LV    | Eleveur                           |
| 05 | Roger Smadja       |       | LV    | Commerçant                        |
| 06 | Françoise Cauchard |       | LV    | Assistante sociale                |
| 07 | Jean-Luc Gaillard  |       | LV    | Employé SNCF                      |
| 08 | Brigitte Rocher    |       | LV    | Educatrice                        |
| 09 | Patrick Billard    |       | LV    | Travailleur social                |
| 10 | Catherine Ruille   |       | LV    | Technicienne                      |
| 11 | Jean-Yves Ferret   |       | LV    | Professeur                        |
| 12 | Marie Rouault      |       | LV    | Institutrice                      |
|    |                    |       |       |                                   |
| 13 | Annette Roussel    |       | LV    | Animatrice coopérative biologique |
| 14 | Régis Canu         |       | LV    | Employé                           |

### Divers gauche
| N° | Candidats                 | Parti | Parti | Principales fonctions                        |
| -- | ------------------------- | ----- | ----- | -------------------------------------------- |
| 01 | Gérard Bourlon            |       | DVG   | Médecin                                      |
| 02 | Joëlle Debar              |       | DVG   | Psychanalyste                                |
| 03 | Jean-Jacques Boulanger    |       | DVG   | Professeur de lycée technique                |
| 04 | Marie-Paule Voisin-Dambry |       | DVG   | Avocate                                      |
| 05 | Gérard Deschères          |       | DVG   | Agent technique                              |
| 06 | Isabelle Gradeau          |       | DVG   | Conseillère en économie familiale et sociale |
| 07 | Claude Costa              |       | DVG   | Docker                                       |
| 08 | Christine Caillet         |       | DVG   | Femme au foyer                               |
| 09 | Cyrille Lemarchand        |       | DVG   | Retraité                                     |
| 10 | Josiane Lacquement        |       | DVG   | Professeur de yoga                           |
| 11 | René Hazard               |       | DVG   | Retraité                                     |
| 12 | Lauriane Perrier          |       | DVG   | Secrétaire                                   |
|    |                           |       |       |                                              |
| 13 | Daniel Levasseur          |       | DVG   | Boucher                                      |
| 14 | Henri Batais              |       | DVG   | Maçon                                        |

### Opposition (UDF-RPR)
| N° | Candidats             | Parti | Parti   | Principales fonctions |
| -- | --------------------- | ----- | ------- | --- |
| 01 | Jean Lecanuet         |       | UDF-CDS | Sénateur, député européen, conseiller général du canton de Rouen-2 et maire de Rouen, Conseiller d'Etat                                                 |
| 02 | Georges Delatre       |       | RPR     | Député sortant et maire de Fry, conseiller régional, chirurgien                                                                                         |
| 03 | Charles Revet         |       | UDF-PR  | Conseiller général du canton de Criquetot-l'Esneval et maire de Turretot, conseiller régional, exploitant agricole                                      |
| 04 | Antoine Rufenacht     |       | RPR     | Conseiller général du canton du Havre-4, 1er vice-président du conseil général et conseiller municipal du Havre, conseiller régional, chef d'entreprise |
| 05 | Jean Allard           |       | UDF-CDS | Conseiller régional, vice-président du conseil régional et 1er adjoint au maire de Rouen, chef d'entreprise                                             |
| 06 | Roger Fossé           |       | RPR     | Député sortant, conseiller régional, président du conseil régional et maire d'Auffay, administrateur de biens                                           |
| 07 | Jean-Pierre Deneuve   |       | UDF     | Administrateur civil de l'Etat, conseiller régional, conseiller général du canton de Fécamp, maire de Fécamp                                            |
| 08 | Jean-Louis Bourlanges |       | RPR     | Conseiller référendaire à la Cour des comptes, conseiller municipal de Dieppe                                                                           |
| 09 | Jeanine Bonvoisin     |       | UDF     | Secrétaire, conseillère régionale, conseillère générale du canton de Rouen-7, adjointe au maire de Rouen                                                |
| 10 | Gérard Simon          |       | RPR     | Professeur, conseiller général du canton de Mont-Saint-Aignan, adjoint au maire de Mont-Saint-Aignan                                                    |
| 11 | Jean Duhornay         |       | UDF     | Comptable, conseiller général du canton d'Eu, maire de la ville d'Eu                                                                                    |
| 12 | Jean-Yves Besselat    |       | RPR     | Cadre commercial, conseiller général du canton du Havre-6, conseiller municipal du Havre                                                                |
|    |                       |       |         | |
| 13 | Marie-Paule Liset     |       | UDF     | Pharmacienne, conseillère municipale d'Elbeuf |
| 14 | Brigitte Dufour       |       | RPR     | Femme au foyer, conseillère municipale du Havre |

### Front national
| N° | Candidats           | Parti | Parti | Principales fonctions                                                   |
| -- | ------------------- | ----- | ----- | ----------------------------------------------------------------------- |
| 01 | Dominique Chaboche  |       | FN    | Député européen, gérant de société                                      |
| 02 | Guillaume de Tarlé  |       | FN    | Agent d'assurances                                                      |
| 03 | Robert Saint-Pierre |       | FN    | Retraité, maire de Saint-Aubin-sur-Mer                                  |
| 04 | Gérard Blondel      |       | FN    | Commerçant                                                              |
| 05 | Béatrice Gosse      |       | FN    | Chromiste                                                               |
| 06 | Jacqueline Harel    |       | FN    | Femme au foyer                                                          |
| 07 | Patrick Debonne     |       | FN    | Gérant d'agence commerciale                                             |
| 08 | Nathalie Bourle     |       | FN    | Employée de bureau                                                      |
| 09 | Freddy Gourvennec   |       | FN    | Officier de la marine marchande, conseiller municipal de Bois-Guillaume |
| 10 | Annette Clodonne    |       | FN    | Antiquaire                                                              |
| 11 | André Foucher       |       | FN    | Agent d'entretien                                                       |
| 12 | Victor Roissard     |       | FN    | Avocat                                                                  |
|    |                     |       |       |                                                                         |
| 13 | Claudy Galais       |       | FN    | Commerçant                                                              |
| 14 | Christophe Préterre |       | FN    | Courtier de change                                                      |

### Sans étiquette (Initiative 86)
| N° | Candidats           | Parti | Parti | Principales fonctions |
| -- | ------------------- | ----- | ----- | --------------------- |
| 01 | Thierry Rohr        |       | I86   | Chef d'entreprise     |
| 02 | Eric Masson         |       | I86   | Commerçant            |
| 03 | Gilles Gressent     |       | I86   | Commerçant            |
| 04 | Pascal Germond      |       | I86   | Commerçant            |
| 05 | Marc Holowezensky   |       | I86   | Attaché commercial    |
| 06 | Guy Brezel          |       | I86   | Employé               |
| 07 | Alain Henry         |       | I86   | Attaché commercial    |
| 08 | Axel Fouquier       |       | I86   | Eleveur               |
| 09 | Michel Soulignac    |       | I86   | Instituteur           |
| 10 | Stéphane Bourgeois  |       | I86   | Technicien            |
| 11 | Thierry Boulenger   |       | I86   | Chauffeur-livreur     |
| 12 | Jean-Pierre Teissié |       | I86   | Commerçant            |
|    |                     |       |       |                       |
| 13 | Thierry Bellanger   |       | I86   | Magasinier            |
| 14 | Laurent Canuel      |       | I86   | Demandeur d'emploi    |

## Résultats

### Résultats à l'échelle du département
| Liste Parti politique | Liste Parti politique | Tête de liste      | Tour unique | Tour unique | Sièges |
| Liste Parti politique | Liste Parti politique | Tête de liste      | Voix        | %           | Sièges |
| --------------------- | --- | ------------------ | ----------- | ----------- | ------ |
|                       | Liste unique UDF-RPR Union pour la démocratie française (RPR)                                                              | Jean Lecanuet      | 233 910     | 39,36       | 5      |
|                       | Pour une majorité de progrès avec le président de la République Parti socialiste (MRG - AÉ)                                | Laurent Fabius     | 211 198     | 35,54       | 5      |
|                       | Liste présentée par le Parti communiste français Parti communiste français                                                 | Roland Leroy       | 71 712      | 12,07       | 1      |
|                       | Liste de Rassemblement national présentée par le Front national Front national                                             | Dominique Chaboche | 39 982      | 6,73        | 1      |
|                       | Avec les Verts pour l'écologie Les Verts                                                                                   | Philippe Gras      | 11 670      | 1,96        | 0      |
|                       | Liste Lutte ouvrière Lutte ouvrière                                                                                        | Gisèle Lapeyre     | 11 482      | 1,93        | 0      |
|                       | Liste régionale pour l'environnement, le cadre de vie et l'essor de la vie associative Divers gauche                       | Gérard Bourlon     | 6 303       | 1,06        | 0      |
|                       | Liste du Mouvement pour un parti des travailleurs Seine-Maritime Extrême gauche (Mouvement pour un parti des travailleurs) | Gabriel Calippe    | 3 115       | 0,52        | 0      |
|                       | Initiative 86 - Entreprendre et réussir la France de l'an 2000 Sans étiquette                                              | Thierry Rohr       | 2 898       | 0,49        | 0      |
|                       | Liste LCR Ligue communiste révolutionnaire                                                                                 | Michèle Ernis      | 1 987       | 0,33        | 0      |
|                       | |                    |             |             |        |
| Inscrits              | Inscrits | Inscrits           | 798 272     | 100,00      | 12     |
| Abstentions           | Abstentions | Abstentions        | 179 206     | 22,45       |        |
| Votants               | Votants | Votants            | 619 066     | 77,55       |        |
| Blancs et nuls        | Blancs et nuls | Blancs et nuls     | 24 809      | 4,01        |        |
| Exprimés              | Exprimés | Exprimés           | 594 257     | 95,99       |        |